# Vizigotski posjed u Akvitaniji
Vizigotski posjed u Akvitaniji bile su zemlje koje su Zapadnim Gotima date na upravu. 
U seobi naroda Vizigoti su 408. iz istočnog Ilirika ponovo se vratili na Apeninski poluotok. Godine 410. osvojili su i opljačkali Rim. Odatle su pošli dalje u južnu Galiju (412.) i u sjeveroistočnu Hispaniju (415.). Vizigotski kralj Ataulf vladao je od 410. do 415. nekoliko je godina djelovao po Galiji i Hispaniji. Lukavo diplomatski igrao je između takmaca, germanskih i rimskih zapovjednika jednih protiv drugih. Taktika je bila uspješna i zauzeo je gradove kao Narba (Narbonne) i Tolose (Toulousea) ( 413. godine). Vizigoti su sklopili sporazum s Rimskim Carstvom. Nakon što je oženio Placidiju, sestru cara Honorija koju je zarobio u pohodu na Rim, car Honorije mobilizirao ga je radi dobivanja zapadnogotske pomoći u ratu za vraćanje nominalne rimske vlasti u Hispaniji od Vandala, Alana i Sveva (416. – 418.). 
Godine 418. Honorije je nagradio svoje vizigotske federate zemljom gdje su dobili dopuštenje naseljavanja u dolini rijeke Garone u provinciji Gallia Aquitania u južnoj Galiji. Vizigotima je tada vladao kralj Valija (vladao 415. – 419.). Ovo se vjerojatno zbilo pod uvjetima hospitalitas, uvjetima za vojnike. Čini s da isprva Zapadnim Gotima nisu dali velike zemljišne posjede u toj provinciji, kako se prije mislilo. Vizigoti su u tim krajevima ubirali poreze, a mjesni galski aristokrati plaćali su poreze Zapadnim Gotima, a ne rimskim vlastima.
Ovaj feud razvio se poslije u vizigotsku državu (Tolozatsko Kraljevstvo). Poslije toga Vizigoti prodrli su u Hispaniju (do 507.)., gdje su osnovali Toledsko Kraljevstvo, koje je opstalo do 711. godine.